# Yangju
Yangju (Hangul:양주, Hanja: 楊州, Hán Việt: Dương Châu) là thành phố thuộc tỉnh tỉnh Gyeonggi, Hàn Quốc. Thành phố có diện tích 310,1 km2, dân số là 179.923 người (năm 2008). Thành phố có cự ly  km về phía nam Seoul. Thành phố có  dong (phường).

## Các đơn vị hành chính
Thành phố được chia thành 1 eup, 4 myeon, 6 dong (phường)